# USS Philadelphia (C-4)
USS Philadelphia (C-4) byla chráněný křižník námořnictva Spojených států amerických. Ve službě byl s přestávkami v letech 1890–1902.

## Stavba

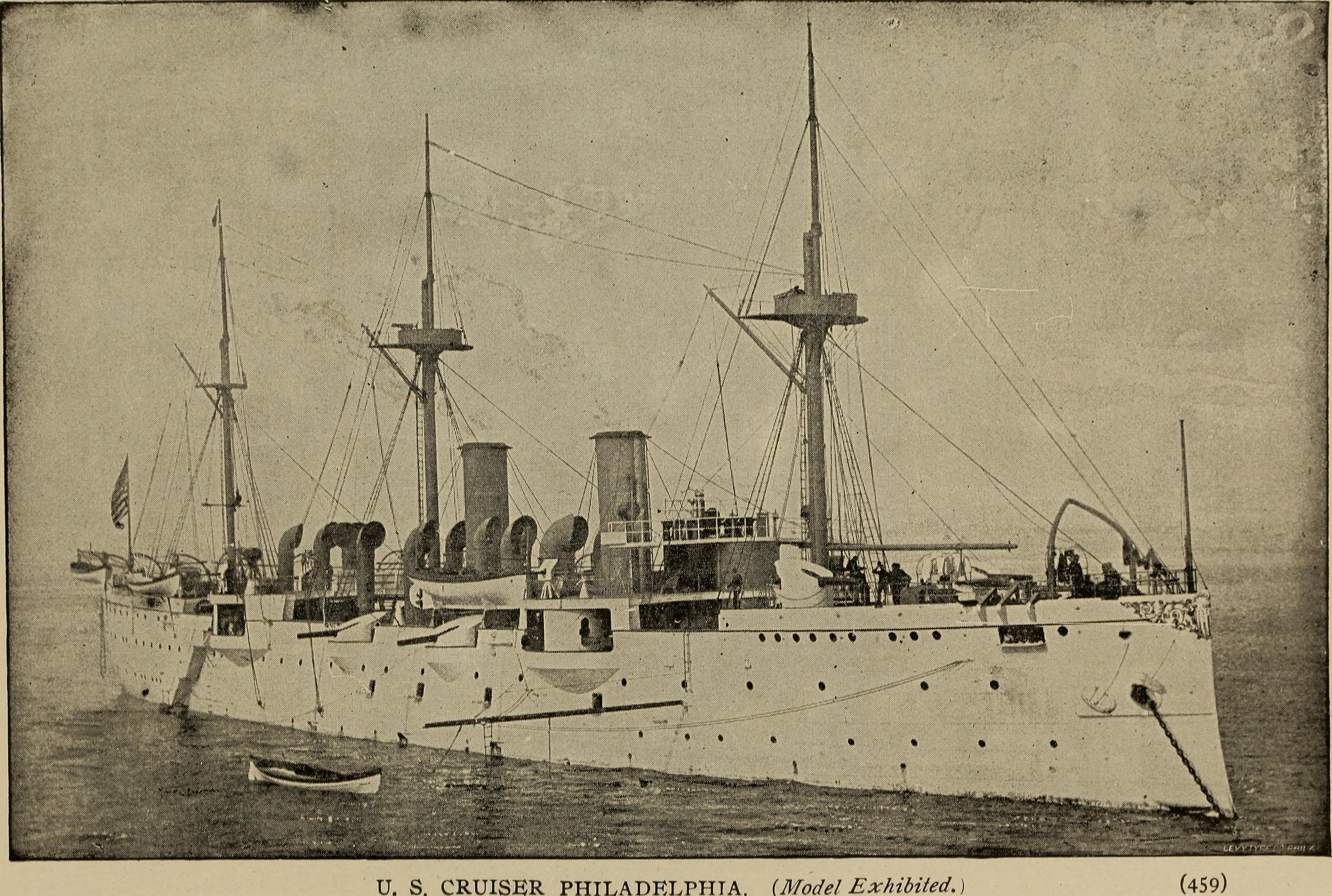
USS Philadelphia

Stavba byla objednána roku 1887. Křižník postavila americká loděnice William Cramp and Sons ve Filadelfii. Kýl byl založen 22. března 1888, na vodu byla loď spuštěna 7. září 1889 a do služby byla přijata 28. července 1890.

## Konstrukce

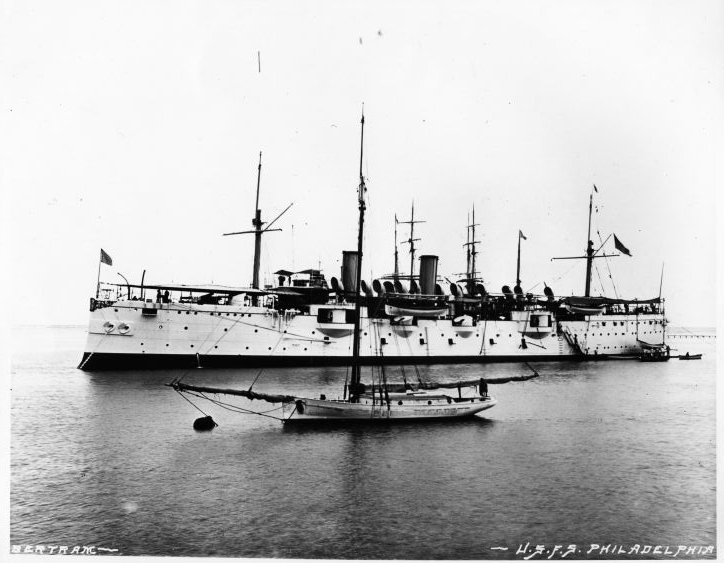
USS Philadelphia v Honolulu

Výzbroj tvořilo dvanáct 152mm kanónů, čtyři 57mm kanóny, čtyři 47mm kanóny a dva 37mm kanóny. Pohonný systém tvořily čtyři kotle a parní stroje o výkonu 9000 hp, pohánějící dva lodní šrouby. Nejvyšší rychlost dosahovala 19 uzlů. Dosah byl 6800 námořních mil při rychlosti 10 uzlů.

## Služba
V letech 1890–1893 křižník sloužil v Atlantiku. Poté byl převeden do Pacifiku. Roku 1898 se účastnil anexe Havajské republiky. Vyřazen byl roku 1902. Od roku 1904 sloužil jako ubytovací loď, od roku 1912 jako vězeňská loď a od roku 1916 opět jako ubytovací loď. Roku 1920 dostal označení IX 24. Roku 1916 byl vyškrtnut. Ve veřejné aukci jej zakoupil Louis Rotherberg.